# Little Crystal
«Little Crystal» (リトル クリスタル Ritoru Kurisutaru?) es el quinto sencillo lanzado por la cantante de J-Pop Ami Suzuki en diciembre del 2005 bajo el sello Avex Trax.

## Información
Este es el primer sencillo lanzado por la cantante Ami Suzuki que es considerado de 4 caras (o sea que contiene dentro de él cuatro canciones promocionales), aunque solo tuvo 2 vídeos musicales hechos del total de las canciones. A pesar de que las cuatro son baladas, cada una tiene cierto estilo característico, principalmente a causa de las personas que trabajaron dentro de ellas aparte de la misma Ami, que fue la que escribió todas las letras de las canciones. 
"Crystal" es la más acorde con las épocas navideñas dentro de la cual el sencillo fue lanzado, y también es conocida como la canción principal de este sencillo, fue compuesta por Kazuhito Kikuchi y KZB, ambos quienes también han hecho exitosas baladas para artistas como Ayumi Hamasaki.
"To Be Free" es creación de HAL, quienes también trabajó con Hamasaki (se le considera a esta canción bastante similar al sencillo de la otra cantante llamada "M").
Principalmente el estilo musical en "Place" es obra de Yasunari Nakamura, el que ya había trabajado con la artista anteriormente con su sencillo "Negaigoto", su primer sencillo balada. Nakamura también se ha destacado con sus trabajos con bandas conocidas en el ámbito de melodías suaves como Every Little Thing.
La última canción de las cuatro es "Carry out", canción también compuesta por Kikuchi, pero su ritmo se hace bastante similar al de baladas de la cantante Kumi Kōda ya que su fiel colaborador H-wonder es el que la arregló, haciendo de esta canción con algo de influencias de baladas de R&B.

## Canciones

### CD
1. «Crystal»
2. «To be Free»
3. «Place»
4. «Carry out»
5. «Crystal» (Instrumental)
6. «To be Free» (Instrumental)
7. «Place» (Instrumental)
8. «Carry out» (Instrumental)

### DVD
1. «Crystal»
2. «To be Free»

- Datos: Q3125218